# السجن المركزي للرجال
السجن المركزي للرجال (بالإنجليزية: Men's Central Jail)‏ هو سجن في قسم شرطة مقاطعة لوس أنجلوس للرجال في لوس أنجلوس، مقاطعة لوس أنجلوس، كاليفورنيا، الولايات المتحدة. تم تشييده عام 1963، وهو أحد أقدم سجون المقاطعة في ولاية كاليفورنيا. يقع سجن الرجال المركزي في 441 شارع باوشيت، لوس أنجلوس 90012. سجن الرجال المركزي يأوي الرجال الذين ينتظرون المحاكمة أو الذين أدينوا بارتكاب جرائم.
يُعد سجن الرجال المركزي أحد أكبر السجون في العالم.  في مايو 2013، جنبًا إلى جنب مع سجن البرجين التوأمين المجاورين، تم تصنيف سجن الرجال المركزي كواحد من أسوأ عشرة سجون في الولايات المتحدة، استنادًا إلى التقارير الواردة في مجلة موذير جونز.

## وصلات خارجية
- سجن الرجال المركزي، قسم شرطة مقاطعة لوس أنجلوس.